# Sam Lansky
Sam Lansky (sinh ngày 23 tháng 9 năm 1988) là nhà báo, tác giả và biên tập viên người Mỹ. Anh đã từng làm việc cho các tạp chí Time, New York, The Atlantic, Esquire, Out và Grantland.

## Tiểu sử
Sau khi bố mẹ ly hôn, Sam Lansky sống với bố ở Manhattan. Anh theo học tại trường Dwight School và bắt đầu sử dụng ma túy khi còn ở độ tuổi thiếu niên. Anh bị buộc phải tham gia một chương trình phục hồi nơi hoang dã ở Utah năm 17 tuổi và dần hồi phục ở tuổi 19.

## Sự nghiệp
Sam Lansky đăng ký theo học trường The New School và tốt nghiệp với bằng về chuyên ngành viết sáng tạo. Anh làm việc dưới vai trò một nhà phê bình âm nhạc tự do trước khi gia nhập ban biên tập của tạp chí Time. Tại Time, anh tập trung viết về Madonna, Nicki Minaj và Adele. Năm 2016, anh phát hành The Gilded Razor, cuốn hồi ký về những năm tháng thiếu niên đầy khó khăn của bản thân. Khi viết cuốn sách, anh cho biết, "Tôi đã thay đổi hành vi của mình và xoay chuyển cuộc đời từ khi mình còn rất trẻ. Mặc dù thật điên rồ khi xuất bản một cuốn hồi ký ở tuổi 27, khi chưa sống được bao lâu, nhưng tôi đang viết về những điều đã xảy ra cách đây tròn một thập kỷ. Phải mất một thời gian tôi mới cảm thấy mình có đủ khoảng cách để kể câu chuyện theo cách mà tôi muốn kể, nhưng tôi cảm thấy như mình đã đạt đến thời điểm để nhìn lại và đã đủ xa để làm điều đó một cách trung lập."
Cuốn tiểu thuyết đầu tiên của Lansky lấy tên Broken People, được nhà xuất bản Hanover Square Press xuất bản vào năm 2020. Năm 2023, Lansky hợp tác với Britney Spears viết nên cuốn hồi ký The Woman in Me. Anh cũng đã phỏng vấn và giới thiệu về Taylor Swift cho tạp chí Time sau khi nữ ca sĩ được tạp chí này bình chọn là Nhân vật của năm.

## Đời tư
Cho tới năm 2018, Lansky sinh sống tại Los Angeles.

## Danh sách tác phẩm
- The Gilded Razor (Gallery Books, 2016)
- Broken People (Hanover Square Press, 2020)
- The Woman in Me (Gallery Books, 2023)